# Caius Julius Bassus
Erreur Lua dans Module:Date_complexe à la ligne 111 : attempt to concatenate a nil value.
Caius Julius Bassus est un homme politique et administrateur romain, actif au tournant du Ier et du IIe siècles ap. J.-C.

## Biographie
D'origine galate, il est le fils de Caius Julius Severus et le petit-fils d'Artémidoros, tétrarque des Trocmes, et de la fille d'Amyntas, roi de Cilicie, tétrarque des Tectosages. D'une famille aristocratique de propriétaires terriens, il est originaire d'Arkmonia en Galatie. Son frère aîné Gaius Julius Severus est tribun de la Legio VI Ferrata.
Il fut exilé par Domitien, dont il était pourtant un ami, et rappelé par Nerva.
Il a été questeur en Bithynie et Pont. Par la suite, vers 98 selon certains ou, plus probablement, en 102-103, il revient dans cette province comme gouverneur (proconsul). Il est consul suffect en 99.
En 103, après sa sortie de charge, les Bithyniens, représentés par le consilium provinciae (conseil de la province) en la personne d'un certain Theophanes et défendus par Varenus Rufus, engagent un procès contre lui ; il est défendu par Pline le Jeune. Bassus est condamné au remboursement et à une amende, mais n'est pas exclu du Sénat ; ses jugements en tant que gouverneur sont cassés.
Il est le père de Caius Julius Quadratus Bassus.